# Liste der belgischen Botschafter beim Heiligen Stuhl
Den belgischen Botschafter beim Heiligen Stuhl gibt es seit 1832, als die belgische Regierung erste diplomatische Beziehungen durch Botschafter mit dem Heiligen Stuhl im damaligen Kirchenstaat, dem Vatikan auf dem Quirinal aufnahm.
Zwischen September 1880 und Januar 1885 bestanden keine diplomatischen Beziehungen zwischen Belgien und dem heiligen Stuhl.

## Missionschefs
- 1832–1835: Charles Vilain XIIII
- April 1833 – Dezember 1835: keine diplomatischen Beziehungen
- 1836–1838: Prosper Edouard Noyer (* 1800; † 1846)
- Juni – Oktober 1837: Charles Vilain XIIII
- 1838–1844: Émile d’Oultremont de Wégimont (* 1787; † 1851)
- 1844 – 13. Mai 1846: Charles van den Steen de Jehay
- Dezember 1846 – Januar 1847: Joseph de Riquet de Caraman
- November 1848 – Oktober 1849: Eugène de Ligne
- Oktober 1849 – Januar 1850 Emile de Meester de Ravestein Geschäftsträger
- Januar 1850 – Mai 1850: Henri de Brouckère
- Juni 1850 – 1859 Emile de Meester de Ravestein
- Oktober 1959 – Juni 1867: Henri Carolus
- Oktober 1875 – August 1880: Auguste d’Anethan
- Februar 1885 – November 1888: Charles de Pitteurs-Hiegaerts
- Juni 1889 – Juni 1894: Edouard Whettnall
- Juli 1894 – Februar 1896: Théodore de Bounder de Melsbrœck
- Mai 1896 – Februar 1915: Maximilien d’Erp[1]
- 1915–1918: Jules Van den Heuvel
- 1919–1921: Léon Léopold d’Ursel
- 1921–1924: Eugène Beyens
- 1924–1926: Stefano Ruzette
- 1926–1935: Maximilien-Henri van Ypersele de Strihou
- 1935–1937: Roger de Borchgrave
- 1938–1939: Bernard Pierre Marie Thomas Ghislain de L’Escaille de Lier
- 1939–1945: Adrien Nieuwenhuys
- 1946–1948: Reginald Charles Alfred Arthur de Croÿ
- 1948–1953: Alexandre Paternotte de la Vaillée
- 1953–1957: Joseph Berryer
- 1957–1968: Prosper Poswick
- 1968–1972: Albert Hupperts
- 1972–1976: Werner de Merode
- 1976–1977: Willy Verriest
- 1977–1980: Félix Standaert
- 1980–1984: Baron Eugène Rittweger de Moor
- 1984–1988: Alexandre Paternotte de la Vaillée
- 1988–1991: Ferdinand De Wilde
- 1991–1994: Henri Beyens
- 1994–1998: Juan Cassiers
- 1998–2002: Thierry Muûls
- 2002–2006: Benoît Cardon de Lichtbuer
- 2006–2010: Frank De Coninck
- Seit 2010: Charles Ghislain